# Bahnhof Laxenburg

Der Bahnhof Laxenburg war ein Bahnhof der niederösterreichischen Gemeinde Laxenburg, der Endpunkt der Laxenburger Bahn von Mödling nach Laxenburg. Entsprechend handelte es sich um einen Kopfbahnhof.

## Geschichte
Die Laxenburger Bahn wurde am 28. September 1845 eröffnet, das – heute noch erhaltene – Empfangsgebäude aber erst 1847 fertig gestellt.
Der Personenverkehr im Bahnhof und auf der gesamten Laxenburger Bahn wurde am 31. März 1932 eingestellt. Güterverkehr bestand weiter bis 1938, als der Bahnhof Laxenburg aus dem Bahnhofsverzeichnis gestrichen wurde.

## Technische Ausstattung
Der Bahnhof in Laxenburg hatte drei Gleise. Dies war das für frühe Kopfbahnhöfe übliche Muster: An den Außenseiten lag je ein Bahnsteiggleis für ankommende und abgehende Züge, in der Mitte ein drittes Gleis, damit die Lokomotiven ihren Zug umfahren konnten. Hinzu kam im Gleisvorfeld des Bahnhofs eine Drehscheibe, um die Lokomotiven wenden zu können, damit sie immer mit dem Kessel voraus unterwegs waren.

## Betrieb

### Öffentlicher Verkehr
Laxenburg war für die Wiener ein Ausflugsgebiet. Das generierte erheblichen Verkehr. So verkehrten ab 5. November 1883 täglich in jeder Richtung neun Züge, zur Jahrhundertwende bis zu 15 Zugpaare täglich, die alle drei Wagenklassen führten.

### Hofzüge
Der Bahnhof Laxenburg war zugleich der Fürstenbahnhof für das Schloss Laxenburg. Bis zum Ende des Ersten Weltkriegs wurde die Strecke regelmäßig von Hofzügen, sowohl der Habsburger als auch ihrer Gäste, die sie in Schloss Laxenburg besuchten, genutzt. Dem verdankt der Bahnhof die nachträgliche, nicht gänzlich zutreffende Bezeichnung „Kaiserbahnhof“. Als gegen Ende des Ersten Weltkriegs Kaiser Karl I. sich von Februar 1917 bis März 1918 überwiegend in Laxenburg aufhielt, wurde der Bahnhof noch um ein Ausziehgleis erweitert, das aber bald nach 1918 wieder abgebaut wurde. Sowohl Kaiser Wilhelm II. von Deutschland als auch König Ludwig III. von Bayern nutzten bei ihren Besuchen den Bahnhof.

## Empfangsgebäude
Das Empfangsgebäude des Bahnhofs Laxenburg ist eines der ältesten noch erhaltenen in Österreich. Es ging 1847 in Betrieb. Es steht straßenseitig auf einem höheren Steinsockel, da das Gelände hier in Richtung Stadt leicht abfällt. An der Stirnseite des Kopfbahnhofs befand sich das Empfangsgebäude, die drei Gleise des Bahnhofs waren mit einer Bahnsteighalle überdacht. Die ursprüngliche Raumaufteilung im Innern des Empfangsgebäudes scheint nicht bekannt zu sein. Es wurde in Formen des Tudorstils errichtet.
1890 wurde es im Innern umgestaltet: Die Hallengleise wurden verkürzt, um Platz für ein Fürstenzimmer, einen Kassenraum und ein Büro zu schaffen. Weiter gab es zwei Wartesäle, einen für Reisende 1. und 2. Klasse und einen für Reisende der 3. Klasse, einen Fahrkartenschalter und eine Eingangshalle.
1898 wurde der nördlich gelegene Bahnsteig vor der Bahnsteighalle mit einer straßenseitig geschlossenen Bahnsteigüberdachung versehen. Seit diesem Umbau beschränkte sich der Betrieb wohl auf dieses eine Bahnsteiggleis. 1905 wurde am Ende dieser Bahnsteigüberdachung noch eine kleine Güterhalle angebaut.
Nach der Einstellung des Personenverkehrs 1932 und des Güterverkehrs 1938 wurde das Gebäude zeitweise als Scheune, dann in den 1950er Jahren als Werkstatt von einer Drahtfabrik genutzt. Später wurde hier eine Reithalle betrieben. Bei den für all die unterschiedlichen Nutzungen erforderlichen Umbauten wurde die historisch überkommene Binnenstruktur des Gebäudes weitgehend beseitigt. 1980 kaufte die Gemeinde Laxenburg das Gebäude und rettete es so vor dem Abriss. Ab 1983 diente es als Tennishalle.
Es  wurde 1999/2000 renoviert, dient als Veranstaltungssaal, Jugendtreff, Vereinslokal und beherbergt ein Restaurant.
Das Empfangsgebäude steht heute unter Denkmalschutz (Listeneintrag).

## Zwischenfälle
Am 13. März 1857 konnte ein in den Bahnhof einfahrender Zug nicht rechtzeitig bremsen. Dessen Lokomotive überfuhr den Prellbock und durchbrach die Wand zum Schalterraum.
Am letzten Betriebstag des Personenverkehrs, am 31. März 1932, entlief beim Verschieben im Bahnhof Mödling ein gedeckter Güterwagen, rollte die gesamte Strecke bis in den Laxenburger Bahnhof, überfuhr den Prellbock, durchbrach die gegenüberliegende Wand und kam im ehemaligen Fürstenzimmer zum Stehen.

## Wissenswert
Das Empfangsgebäude wird heute auch als „Biedermeierbahnhof“ vermarktet.